# Franz Holler (Schriftsteller)
Franz Holler (* 15. Oktober 1921 in Dietersdorf, Steiermark; † 16. August 2001 in Feldbach) war ein österreichischer Landwirt und Schriftsteller.

## Leben
Franz Holler besuchte in Sankt Peter am Ottersbach sechs Klassen der Volksschule und war dann in der elterlichen Landwirtschaft tätig. 1940 wurde er zur deutschen Wehrmacht einberufen. Nach Heimkehr aus dem Zweiten Weltkrieg übernahm er die elterliche Landwirtschaft und führte diese bis zu seiner Pensionierung. Holler war ab 1949 verheiratet und Vater zweier Kinder. Neben seiner bäuerlichen Tätigkeit verfasste er zahlreiche Erzählungen, Romane, Gedichte und Ortsgeschichten für Zeitungen, Zeitschriften und den Rundfunk und gab zahlreiche Anthologien heraus.

## Werke
- Der Sturm auf die Zitadelle. Weishaupt, Gnas 2001.
- Das Mädchen unter Palmen. Verlag Freier Autoren, Fulda 1996.
- Ob Kaiser oder Führer …. Verlag Freier Autoren, Fulda 1996.
- Von Drezzinge bis Trössing. Trössing 1993.
- Indianerhochzeit. Verlag Freier Autoren, Fulda 1987.
- Heimat im Grabenland. Cornfeld, Basel 1986.
- Poeten im Bauernrock. Berger, Horn 1979.
- Die Venus. Schönwetter, Hartberg 1972.
- Land und Leut. Europäischer Verlag, Wien 1967.
- Hoamatlond und Hoamatliab. Europäischer Verlag, Wien 1961.
- Den sie über alles liebte. Ploetz, Wolfsberg 1958.
- Hoamaterdn. Europäischer Verlag, Wien 1956.
- Sonniges Grenzland. Europäischer Verlag, Wien 1954.

## Auszeichnungen
Franz Holler wurde mit dem Goldenen Ehrenzeichen und dem Großen Ehrenzeichen des Landes Steiermark ausgezeichnet.